# 노균병

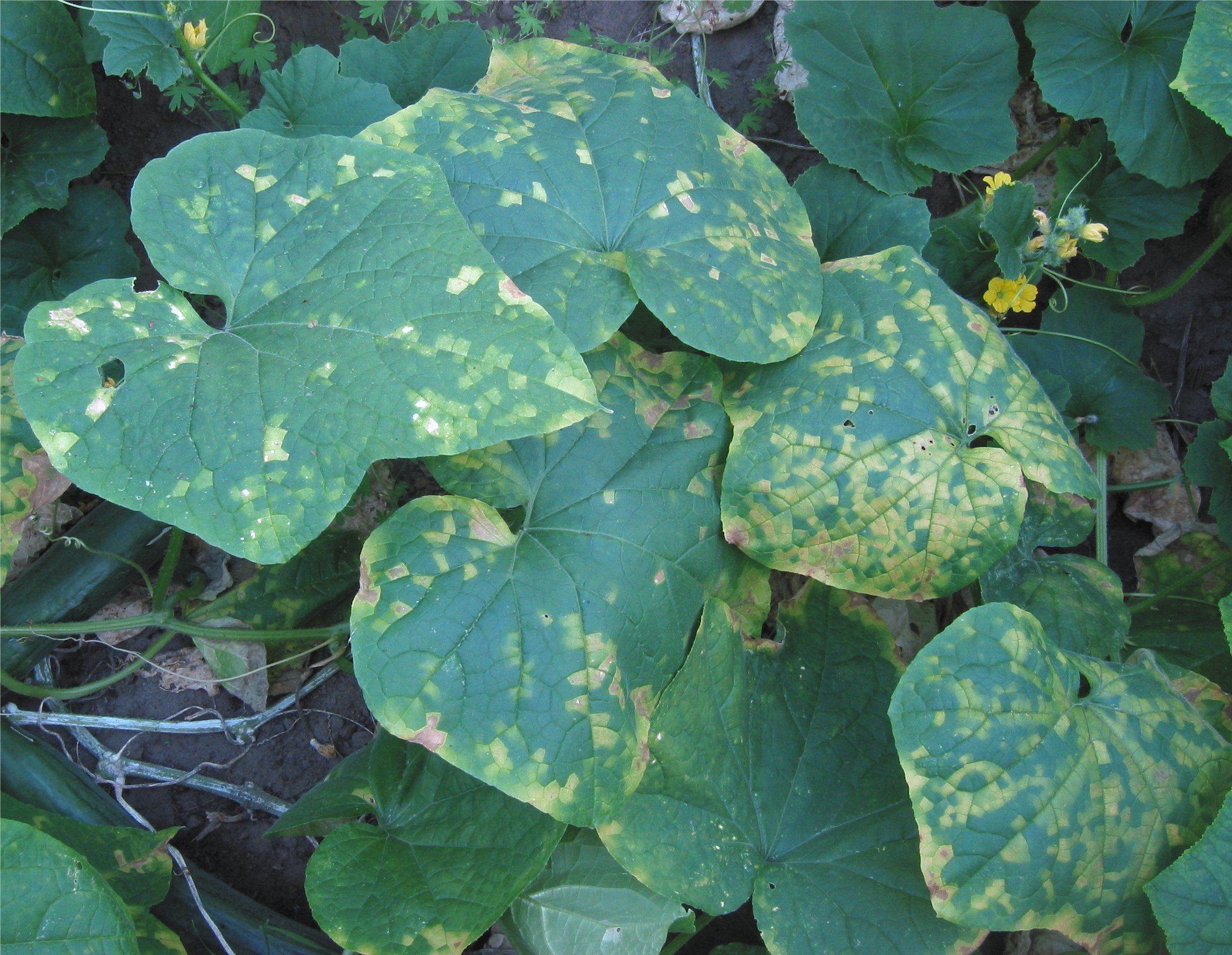

노균병(영어: Downy mildew)은 노균병과의 사상균이 식물에 기생해서 일으키는 식물의 질병이다.